# Carolina de Orange-Nassau
Guilhermina Carolina de Orange-Nassau (em holandês: Wilhelmina Carolina; Leeuwarden, 28 de fevereiro de 1743 — Kirchheimbolanden, 6 de maio de 1787) era filha de Guilherme IV, Príncipe de Orange. Os seus avós maternos eram Jorge II da Grã-Bretanha e Carolina de Ansbach. 

## Regência
A princesa Carolina nasceu em Leeuwarden. Em 1747, foi declarada que o lugar de Stadtholder poderia ser herdada por herdeiras do sexo feminino, o que torna a jovem princesa Carolina herdeira presuntivo para o lugar de Stadtholder. No entanto, em 1748, um herdeiro do sexo masculino, Guilherme, seu irmão, nasceu e, assim, afastou-a do trono e colocou-a na segunda posição na linha de sucessão ao trono.
O pai da princesa Carolina faleceu em 1751, deixando Guilherme V com apensa três anos. Nesse ponto, a mãe dela foi nomeada princesa-regente. No entanto, em 1759, a sua mãe morreu, e Guilherme V ainda tinha apenas dez anos de idade. Então, a avó paterna da Princesa Carolina, princesa Maria Luísa, foi feita princesa-regente. A Princesa Maria Luísa foi regente até 1765, quando ela morreu. Guilherme V, agora com dezessete anos, ainda não podia subir ao trono por não ter idade suficiente. E assim sendo, a Princesa Carolina foi feita princesa-regente. Ela governou até 1766, quando virou Guilherme completou dezoito anos. 

## Casamento e filhos
Em 5 de Março de 1760, em Haia, durante a regência da princesa Maria Luísa, a princesa Carolina casou com Carlos Cristiano, Príncipe de Nassau-Weilburg. Eles tiveram quinze filhos: 
- Jorge Guilherme de Nassau-Weilburg (Haia, 18 de dezembro de 1760 - Honselersdijk, 27 de maio de 1762);
- Carlos Guilherme de Nassau-Weilburg (Haia, 12 de dezembro de 1761 - Kirchheim, c. 16/26 de abril de 1770);
- Augusta Carolina de Nassau-Weilburg (Haia, 5 de fevereiro de 1764 - Weilburg, 25 de janeiro de 1802);
- Luísa Guilhermina de Nassau-Weilburg, depois de Nassau (Haia, 28 de setembro de 1765 - Greiz, 10 de outubro de 1837), casou em Kirchheim, em 9 de janeiro de 1786, com Henrique XIII de Greiz;
- Filha natimorta (21 de outubro de 1767);
- Frederico Guilherme, Duque de Nassau (25 de outubro de 1768, Haia - 9 de janeiro de 1816);[1]
- Carolina Frederica Luísa de Nassau-Weilburg, depois de Nassau (Kirchheim, 14 de fevereiro de 1770 - Wiesbaden, 8 de julho de 1828), casou em Kirchheim, em 4 de setembro de 1787, com Carlos de Wied;
- Carlos Leopoldo de Nassau-Weilburg (Kirchheim, 19 de julho de 1772 - Kirchheim, 27 de julho de 1772);
- Carlos Guilherme Frederico de Nassau-Weilburg, depois de Nassau (Kirchheim, 1 de maio de 1775 - Weilburg, 11 de maio de 1807), solteiro e sem descendência;
- Luísa Guilhermina Carlota Amália de Nassau-Weilburg, depois de Nassau (Kirchheim, 7 de agosto de 1776 - Schaumburg, 19 de fevereiro de 1841), casou pela primeira vez em Weilburg, em 29 de outubro de 1793, com Vitor II, Príncipe de Anhalt-Bernburg-Schaumburg-Hoym, e teve descendência, e casou pela segunda vez em Schaumburg, em 15 de fevereiro de 1813, Frederico Stein-Liebenstein de Barchfeld, e teve descendência;
- Henriqueta de Nassau-Weilburg, depois de Nassau (22 de abril de 1780 - 2 de janeiro de 1857). Casou com Luís de Württemberg;
- Carlos de Nassau-Weilburg (1784 - pouco depois);
- Três crianças natimortas (1778, 1779, 1785).